# Letters
| Críticas profissionais | Críticas profissionais |
| Avaliações da crítica  | Avaliações da crítica  |
| Fonte                  | Avaliação              |
| ---------------------- | ---------------------- |
| Allmusic               | [ 1 ]                  |

Letters é o quarto álbum do cantor e compositor norte-americano Jimmy Webb, lançado em 1972 pela Reprise Records.

## Faixas
Todas as músicas foram escritas por Jimmy Webb.
1. "Galveston" – 4:09
2. "Campo de Encino" – 4:51
3. "Love Hurts" (Boudleaux Bryant) – 3:58
4. "Simile" – 3:14
5. "Hurt Me Well" – 4:13
6. "Once in the Morning" – 3:07
7. "Catharsis" – 3:29
8. "Song Seller" – 3:30
9. "When Can Brown Begin" – 4:16
10. "Piano" – 3:59

## Ficha técnica
- Jimmy Webb – vocais, teclados
- Fred Tackett – guitarra
- Skip Mosher – baixo, saxofone, flauta
- Ray Rich – bateria
- Joni Mitchell – vocal
- Susan Webb – vocais
- Larry Marks – produtor
- Bob Fisher – masterização
- Richie Unterberger – encarte
- Jugo Nagisa - encarte